# Xã Pleasant Valley, Quận Dodge, Nebraska
Xã Pleasant Valley (tiếng Anh: Pleasant Valley Township) là một xã thuộc quận Dodge, tiểu bang Nebraska, Hoa Kỳ. Năm 2010, dân số của xã này là 166 người.